# Kunstepoche
Als Kunstepoche bezeichnete Heinrich Heine die Zeit zwischen der  Französischen Revolution 1789 und dem Tod  Goethes 1832. Mit diesem Begriff verband Heine offenbar die Vorstellung von einer Zeit, die geprägt ist von der Idee einer als autonom verstandenen Kunst und eines gesellschaftlich nicht involvierten Künstlers.
In der Literaturgeschichtsschreibung (z. B. Metzler Literaturgeschichte) wird der Begriff auch allgemeiner für die Zeit zwischen den politischen Umwälzungen von 1789 und dem Völkerfrühling 1848 verwendet, also für die Zeit der Klassik und der Romantik in der  deutschen Literatur.